# Osiedle imienia Morozowa
Osiedle imienia Morozowa – rosyjskie osiedle typu miejskiego w rejonie wsiewołożskim (obwód leningradzki). 
W 2010 roku liczyło 10 873 mieszkańców.

## Sport
- SKA-Wariagi – klub hokeja na lodzie